# Caedocyon
Caedocyon – wymarły rodzaj zdolnego do kruszenia kości wszystkożernego ssaka drapieżnego przypominającego psa, członka rodziny psowatych (Canidae). Zamieszkiwał on zachodnią Amerykę Północną w epoki oligocenu, pomiędzy 30,8 i 20,6 milionów lat temu, istniał więc przez 10,2 miliona lat.
Badanie zębów sugeruje hipermięsożerność bądź mezomięsożerność.

## Taksonomia
Caedocyon nazwany został przez Wanga (1994). Gatunkiem typowym ustanowiono Caedocyon tedfordi. Został przypisany do rodziny psowatych przez Wanga (1994) i Munthego (1998).
Jak inni dawni, nieistniejący już przedstawiciele jego podrodziny w rodzinie psowatych, Caedocyon stanowi prymitywną, bogatą w apomorfie formą psowatych. Jego pozycja w badaniach ewolucyjnych Hesperocyoninae nie jest jasna. Zwraca się uwagę na jego skrócone górne przedtrzonowce, powiększone przypominające kły górne trzecie siekacze, jak też zredukowane górne trzonowce. Jego proste, wysokie zęby przedtrzonowe i precyzyjny zgryz sugeruje związek Paraenhydrocyon.
Materiał kopalny reprezentowany jest przez pojedynczą czaszkę.

### Etymologia
- Caedocyon: łac. caeduus „zdatny do cięcia”, od caedo „ciąć”; gr. κυων kuōn, κυνος kunos „pies”[1].
- tedfordi: Richard Hall Tedford (1929–2011), amerykański paleontolog[6].